# Dyscia osmanica
Dyscia osmanica är en fjärilsart som beskrevs av Wagner 1931. Dyscia osmanica ingår i släktet Dyscia och familjen mätare. Inga underarter finns listade i Catalogue of Life.